# Народный писатель Республики Татарстан
Народный писатель Республики Татарстан (тат. Татарстан Республикасы Халык язучысы) — почётное звание Республики Татарстан. Учреждено законом Республики Татарстан от 24 марта 2004 года № 25-ЗРТ «О государственных наградах Республики Татарстан».

## Основания награждения
Звание присваивается Президентом Республики Татарстан поэтам, писателям, драматургам, прозаикам, создавшим выдающиеся, широко известные художественные произведения